# Muscles Currie
Pour les articles homonymes, voir Currie.
John David Currie, né le 3 mai 1932 à Clifton dans la banlieue de Bristol et mort le 8 décembre 1990 à Leicester, est un joueur anglais de rugby à XV et de cricket. Il joue avec l'équipe d'Angleterre de rugby à XV évoluant au poste de deuxième ligne. Muscles Currie participe au Tournoi des cinq nations 1957 qui voit l'Angleterre remporter le Grand chelem, son premier depuis les années 1920.

## Biographie
Muscles Currie dispute son premier test match le 21 janvier 1956 à l’occasion d’un match contre l'équipe du pays de Galles, et le dernier contre l'équipe de France le 24 février 1962. Il joue en club avec Bristol, les Harlequins et le Oxford University RFC. Il pratique également le cricket avec les équipes de Somerset County Cricket Club et Oxford University Cricket Club.

## Palmarès
- Vainqueur du Tournoi des Cinq Nations en 1957 (Grand Chelem)

## Statistiques en équipe nationale
- 25 sélections avec l'équipe d'Angleterre dont 4 fois capitaine en 1959
- 16 points (2 transformations, 4 pénalités)
- Sélections par année : 4 en 1956, 4 en 1957, 5 en 1958, 4 en 1959, 4 en 1960, 1 en 1961, 3 en 1962
- Tournois des Cinq Nations disputés : 1956, 1957, 1958, 1959, 1960, 1961, 1962